# Olpe (Kürten)
Das Kirchdorf Olpe mit seinen 45 Weilern und Hoflagen ist die südöstliche Gemarkung in der Gemeinde Kürten im Osten des Rheinisch-Bergischen Kreises, etwa 25 km östlich von Köln.

## Geschichte
Erstmals urkundlich erwähnt wurde Olpe im Jahre 1171. Der Kölner Erzbischof Philipp von Heinsberg bestätigte in einem Schreiben, dass ein Reinald von Olpe (Reinaldum de Olpe eiusque uxor Kunigunde) mehrere Höfe und eine Mühle, die sich in Blankenberg an der Sieg befanden, an das Nonnenkloster St. Ursula in Köln verkauft habe. Bis zur Auflösung der Bergischen Ämter um 1808 gehörte das Kirchspiel Olpe mit den drei Honschaften Olpe, Berg und Dierdorf dem Bergischen Amt Steinbach an. Im Zuge der Napoleonischen Übernahme des Großherzogtums Berg wurde aus dem Kirchspiel im Jahre 1810 die Mairie Olpe. Diese gehörte zum Kanton Wipperfürth im Arrondissement Elberfeld. 1816 kam das Großherzogtum nach dem Wiener Kongress zu Preußen. Die Mairie Olpe wurde zur Bürgermeisterei Olpe im Kreis Wipperfürth. 1929 wurde die Ämter Olpe mit den Gemeinden Olpe und Wipperfeld und Kürten mit den Gemeinden Kürten und Bechen zum Amt Kürten zusammen gelegt.
Die Geschichte Olpes ist in den letzten 30 Jahren durch drei Merkmale gekennzeichnet worden:
- Gebietsreform von 1974/75,
- rege Bautätigkeit und
- Strukturwandel in der Landwirtschaft.

Die Einwohner des Kirchdorfes Olpe lebten Jahrhunderte ausschließlich von der Land- und Forstwirtschaft. Das hat sich in den letzten Jahrzehnten geändert. Es siedelten sich mittelständische Unternehmen sowie viele Handwerksbetriebe an. Durch die Nähe zur Großstadt Köln wurde Olpe durch viele Pendler zum beliebten Wohnort im Grünen.
Anfang des 20. Jahrhunderts standen in Olpe folgende Häuser/Gebäude

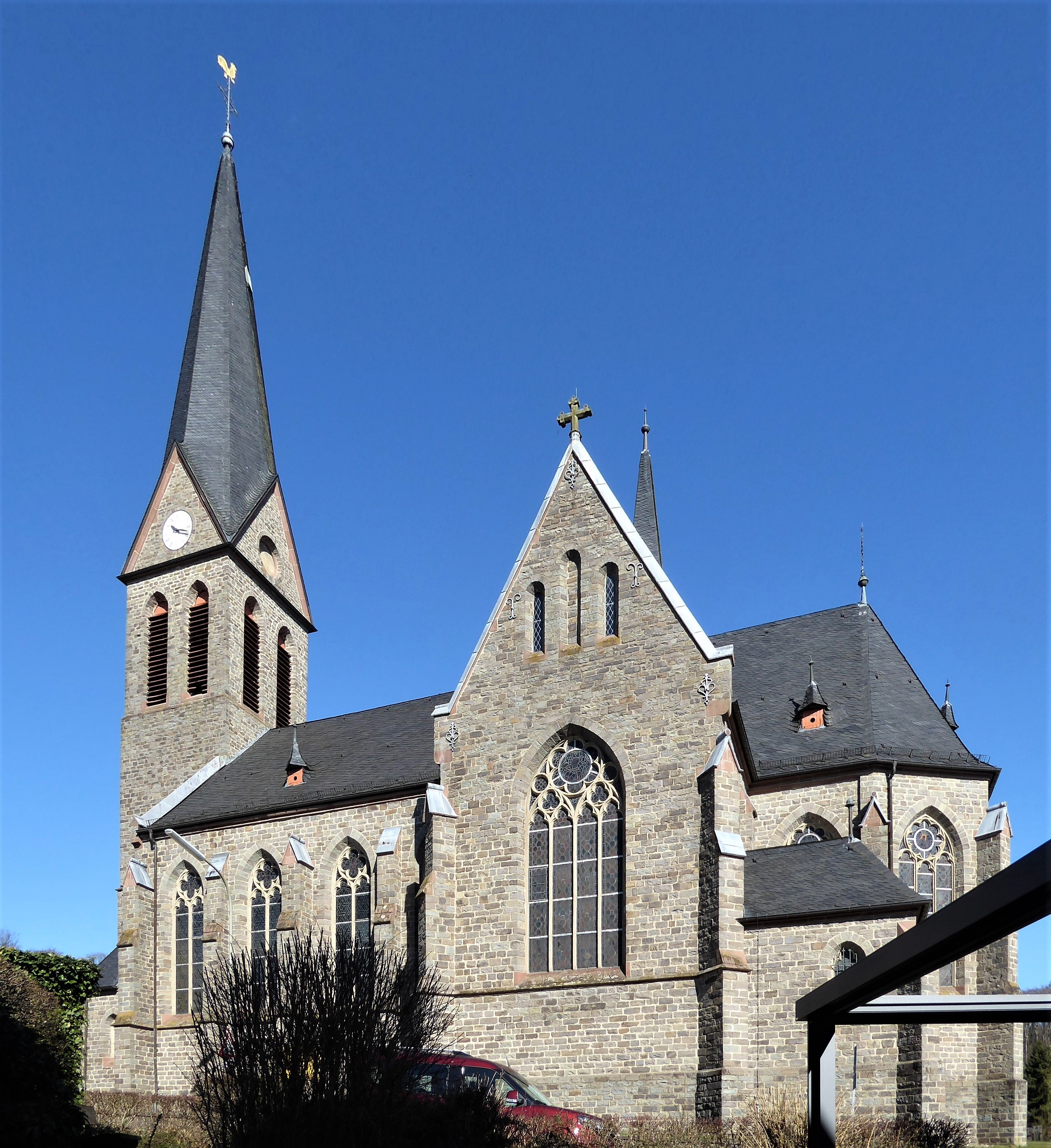
Katholische Kirche St. Margareta

- Haus Olpe / Burg Olpe mit Nebengebäude, Baujahr ist nicht bekannt
- Gasthof Robert Höller mit Nebengebäude (heute „Alter Olper Hof“) erbaut 1816
- Gasthaus Haasbach (heute „Haus Olpe“), erbaut 1821
- Bürgermeisteramt, das spätere Pfarrhaus, erbaut 1907
- Vikarie im Wiedenhof, erbaut um 1865
- Kaufladen Haasbach, erbaut vor 1896
- Schule, erweitert 1909
- Pfarrkirche St. Margareta, erbaut 1896

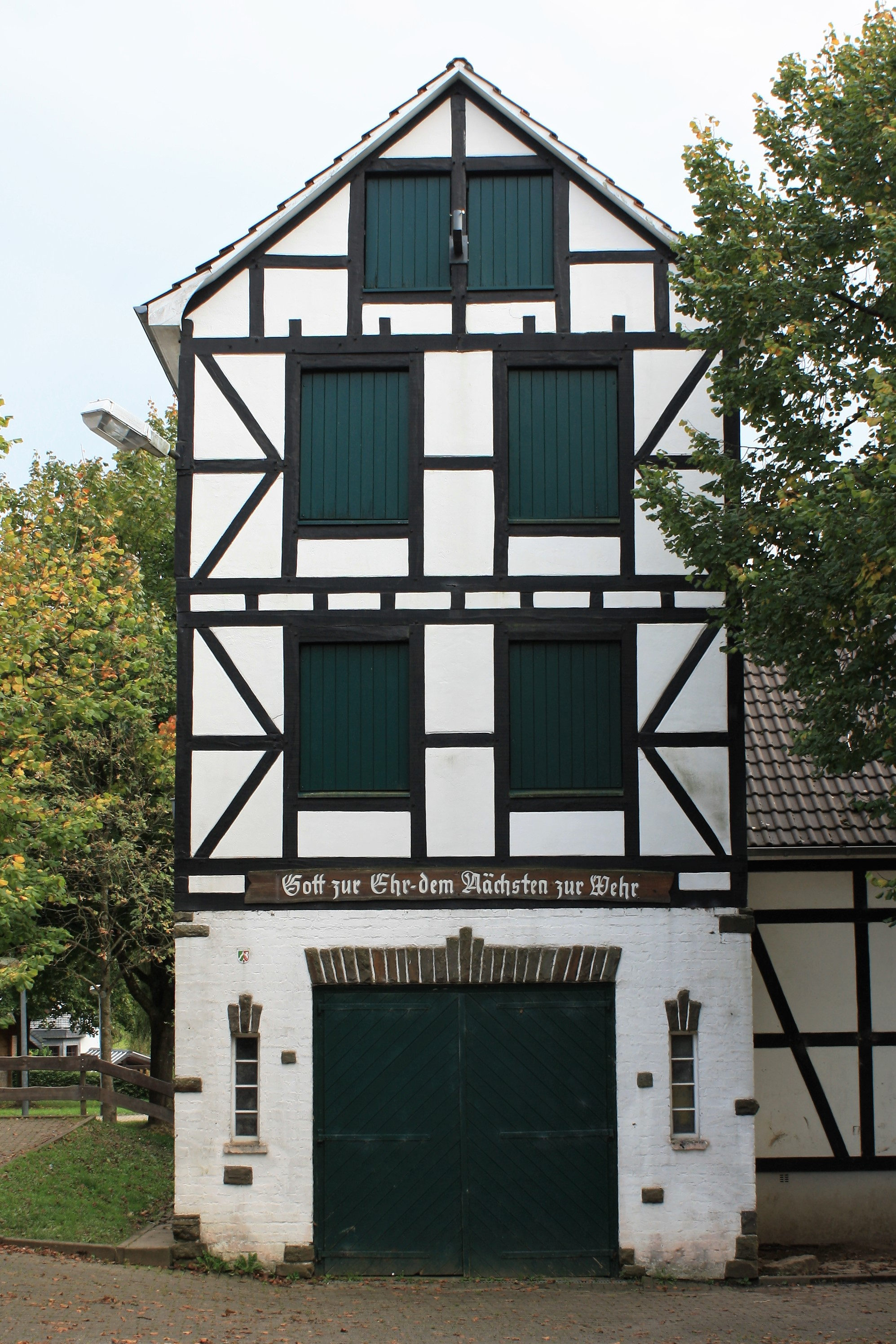
Baudenkmal Turm des Feuerwehrhauses

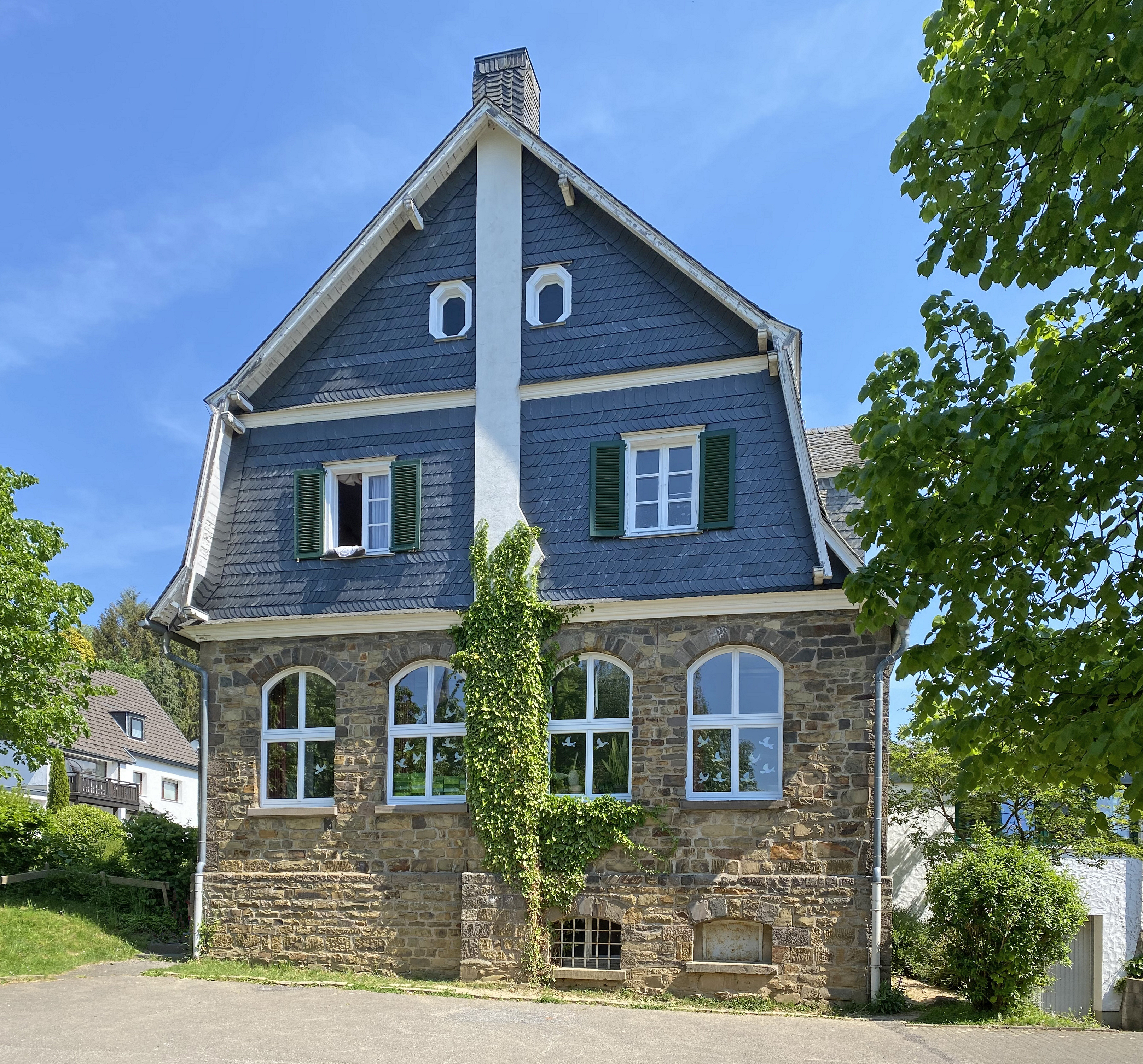
Baudenkmal Altes Schulhaus

Die Erweiterung des Dorfes erfolgte in vier Bauabschnitten:
Der 1. Bauabschnitt wurde gegenüber der Kirche Anfang der 1970er Jahre begonnen, heute die Straßen Am Buchenwald und Burgstraße. Es wurden 30 Fertighäuser errichtet. Diese Straßenzüge werden im Volksmund „Spanplatten-Hügel“ genannt.
Der 2. Bauabschnitt befindet sich in der „Hofwiese“. Hier wurden von 1981 bis 2006 neue Häuser gebaut. Der Straßenname wurde von der Flurbezeichnung abgeleitet.
Die 3. Dorferweiterung erfolgte auf dem „Glockenberg“ oberhalb des Friedhofs. Diese Wohnhäuser wurden von 1993 bis 2004 auf einer ehemaligen Streuobstwiese gebaut. Einige der Obstbäume blieben in den Gärten erhalten.
Der Name Glockenberg (hochdeutsch für „Glockenmich“) geht auf eine alte Sage zurück, nach der im Dreißigjährigen Krieg (1618–1648) die Glocken dort vergraben worden sein sollen, um sie vor dem Einschmelzen für Kanonen zu bewahren. Bei der Bebauung wurde jedoch nichts gefunden.
Die zweite Straße am Glockenberg nennt sich „An der Pasche“. Diese Bezeichnung bezieht sich auf die Krautfabrik der Familie Haasbach. Die „Pasche“ (Apfelpresse) mit Krautfabrik befand sich bis Mitte der 1930er Jahre auf dem heutigen Parkplatz der Gaststätte Haasbach und am Haus Olpetalstraße 4.
Die vorläufig letzte Erweiterung befindet sich im Osten des Dorfes auf dem Flurstück „Ober dem Hofe“. Bei der Planung dieser Häuser werden auch Techniken für erneuerbare Energien berücksichtigt. Wegen der Farbenfrohheit der einzelnen Häuser spricht man auch schon von der „Papageien-Siedlung“.
Die Einwohnerzahlen der Zivilgemeinde Olpe betrugen in der Vergangenheit bis heute:
- 1829: 1448 Einwohner
- 1925: 1457 Einwohner
- 1946: 2216 Einwohner
- 1953: 2077 Einwohner
- 2006: 2294 Einwohner

### Eingemeindung
Am 1. Januar 1975 hörte die Gemeinde Olpe auf zu existieren. Der Hauptteil mit einer Fläche von 19,86 km² mit damals 2253 Einwohnern wurde in die Gemeinde Kürten eingegliedert. Lindlar erhielt 60 ha mit damals 52 Einwohnern.

## Wirtschaft und Landschaft
Olpe, ein Kirchdorf abseits der großen Verkehrswege, wird als grünes Herz der Großgemeinde Kürten und in vielen Schriften als Kleinod des Bergischen Landes bezeichnet. Das Dorf selbst umschließen viele kleinere, in sich geschlossene Ortsteile sowie Weiler und Höfe.
Der größte Teil der Gemarkungsfläche wird land- und forstwirtschaftlich genutzt.